# بونتوتوك
بونتوتوك (مسيسيبي) (بالإنجليزية: Pontotoc, Mississippi)‏ هي مدينة تقع في الولايات المتحدة في Pontotoc County. يقدر عدد سكانها بـ 5,625 نسمة ومساحتها 24.9 كم2 وترتفع عن سطح البحر 151 متر.

## التركيبة السكانية
حدّد مكتب تعداد الولايات المتحدة بيانات التركيبة السكانية لبونتوتوك في تعداد الولايات المتحدة. في ما يلي، التركيبة السكانية حسب تعدادي 2000 و2010.

### تعداد عام 2000
بلغ عدد سكان بونتوتوك 5,253 نسمة بحسب تعداد عام 2000، وبلغ عدد الأسر 2,117 أسرة وعدد العائلات 1,441 عائلة مقيمة في المدينة. في حين سجلت الكثافة السكانية 178.9 نسمة لكل كيلومتر مربع (463.3/ميل2). وبلغ عدد الوحدات السكنية 2,250 وحدة بمتوسط كثافة قدره 76.6 لكل كيلومتر مربع (198.4/ميل2).
وتوزع التركيب العرقي للمدينة بنسبة 77.84% من البيض و19.09% من الأمريكيين الأفارقة و0.29% من الأمريكيين الأصليين و0.23% من الأمريكيين ذوي الأصول الآسيوية و0.02% من سكان جزر المحيط الهادئ و1.50% من الأعراق الأخرى و1.03% من عرقين مختلطين أو أكثر و2.76% من الهسبانيون أو اللاتينيون من أي عرق.
بلغ عدد الأسر 2,117 أسرة كانت نسبة 35.8% منها لديها أطفال تحت سن الثامنة عشر تعيش معهم، وبلغت نسبة الأزواج القاطنين مع بعضهم البعض 49.1% من أصل المجموع الكلي للأسر، ونسبة 16% من الأسر كان لديها معيلات من الإناث دون وجود شريك،  بينما كانت نسبة 2.9% من الأسر لديها معيلون من الذكور دون وجود شريكة وكانت نسبة 31.9% من غير العائلات. تألفت نسبة 29.2% من أصل جميع الأسر من عدة أفراد يعيشون في نفس المنزل ونسبة 15.5% كانت تتألف من شخص يعيش بمفرده يبلغ من العمر 65 عاماً أو أكثر. وبلغ متوسط حجم الأسرة المعيشية 2.41، أما متوسط حجم العائلات فبلغ 2.97.
بلغ العمر الوسطي للسكان 36.9 عاماً. وكانت نسبة 25.7% من القاطنين تحت سن الثامنة عشر، وكانت نسبة 8.4% بين الثامنة عشر والرابعة والعشرين عاماً، ونسبة 26% كانت واقعةً في الفئة العمرية ما بين الخامسة والعشرين والرابعة والأربعين عاماً، ونسبة 21.3% كانت ما بين الخامسة والأربعين والرابعة والستين، ونسبة 15.9% كانت ضمن فئة الخامسة والستين عاماً فما فوق. يوجد لكل 100 أنثى 86.1 ذكر، ويوجد لكل 100 أنثى في الثامنة عشر من عمرها فما فوق 78.9 ذكر.
بلغ متوسط دخل الأسرة في المدينة 28,491 دولارًا، أما متوسط دخل العائلة فبلغ 39,306 دولارًا. وكان متوسط دخل الذكور 31,403 دولارًا مقابل 23,491 دولارًا للإناث. وسجل دخل الفرد الخاص بالمدينة 17,324 دولارًا. وكانت نسبة 12% من العائلات ونسبة 17.6% من السكان تحت خط الفقر، وكان من هؤلاء نسبة 19% تحت سن الثامنة عشر ونسبة 23% في الخامسة والستين من العمر وما فوق.

### تعداد عام 2010
بلغ عدد سكان بونتوتوك 5,625 نسمة بحسب تعداد عام 2010، وبلغ عدد الأسر 2,129 أسرة وعدد العائلات 1,426 عائلة مقيمة في المدينة. في حين سجلت الكثافة السكانية 191.6 نسمة لكل كيلومتر مربع (496.2/ميل2). وبلغ عدد الوحدات السكنية 2,325 وحدة بمتوسط كثافة قدره 79.2 لكل كيلومتر مربع (205.1/ميل2).
وتوزع التركيب العرقي للمدينة بنسبة 70.08% من البيض و20.43% من الأمريكيين الأفارقة و0.36% من الأمريكيين الأصليين و0.25% من الأمريكيين ذوي الأصول الآسيوية و0.04% من سكان جزر المحيط الهادئ و7.40% من الأعراق الأخرى و1.46% من عرقين مختلطين أو أكثر و10.70% من الهسبانيون أو اللاتينيون من أي عرق.
بلغ عدد الأسر 2,129 أسرة كانت نسبة 36.6% منها لديها أطفال تحت سن الثامنة عشر تعيش معهم، وبلغت نسبة الأزواج القاطنين مع بعضهم البعض 43.7% من أصل المجموع الكلي للأسر، ونسبة 17.7% من الأسر كان لديها معيلات من الإناث دون وجود شريك،  بينما كانت نسبة 5.6% من الأسر لديها معيلون من الذكور دون وجود شريكة وكانت نسبة 33% من غير العائلات. تألفت نسبة 29.9% من أصل جميع الأسر من عدة أفراد يعيشون في نفس المنزل ونسبة 15.4% كانت تتألف من شخص يعيش بمفرده يبلغ من العمر 65 عاماً أو أكثر. وبلغ متوسط حجم الأسرة المعيشية 2.56، أما متوسط حجم العائلات فبلغ 3.15.
بلغ العمر الوسطي للسكان 35.8 عاماً. وكانت نسبة 27.4% من القاطنين تحت سن الثامنة عشر، وكانت نسبة 8.5% بين الثامنة عشر والرابعة والعشرين عاماً، ونسبة 25.7% كانت واقعةً في الفئة العمرية ما بين الخامسة والعشرين والرابعة والأربعين عاماً، ونسبة 23.1% كانت ما بين الخامسة والأربعين والرابعة والستين، ونسبة 15.3% كانت ضمن فئة الخامسة والستين عاماً فما فوق. وتوزع التركيب الجنسي للسكان بنسبة 47.4% ذكور و52.6% إناث.

## أعلام
- واين فلاينت
- بوردن ديل
- آر سي بيتس
- إليزابيث إتش ويست
- جلان إتش ديفيدسون